# Fritz Rummel
Fritz Rummel (* 21. Juni 1936 in Waldsassen; † 2. Mai 2019 in Bayreuth) war ein deutscher Geophysiker. Er wurde 1967 an der Ludwig-Maximilians-Universität München in Geophysik promoviert, war 1968 bis 1970 Research Associate an der University of Minnesota, und baute ab 1970 die Arbeitsgruppe Gesteinsphysik an der Ruhr-Universität Bochum auf, wo er 1975 habilitiert wurde und von 1976 bis 2001 Hochschullehrer für Geophysik war. Seine Schwerpunkte waren Gesteinsphysik, Bruchmechanik, Hydrofrac-Spannungsmessungen und Tiefengeothermie. Er lebte zuletzt in Bayreuth, wo er am 2. Mai 2019 verstarb.
Sein 1984 gegründetes Unternehmen MeSy Geo Meßsysteme ist 2010 erloschen.

## Schriften
- Erdwärme: eine Alternative zur Energieversorgung der Zukunft? In: Physik in unserer Zeit. Volume 24, Issue 3, pages 120–125, 1993. doi:10.1002/piuz.19930240308